# シデナム準男爵
シデナム準男爵（英語: Sydenham baronets）は、イングランドの準男爵位。1641年7月28日に創設され、1739年10月10日に廃絶した。

## 歴史
初代準男爵ジョン・シデナム(c. 1620–1643)は1641年7月28日に準男爵に叙されたが、わずか2年後に死去した。2代準男爵ジョン・シデナム(1643–1696)は初代準男爵の死後に生まれ、サマセット選挙区選出イングランド庶民院議員を務めた。3代準男爵フィリップ・シデナム(c. 1676–1743)はイルチェスター選挙区とサマセット選挙区選出イングランド庶民院議員を務めたが、浪費により借金を重ね、1723年/1724年に邸宅のあるブリンプトンを遠戚ハンフリー・シデナムに売却した。3代準男爵は生涯未婚であり、その死をもって準男爵位は廃絶した。

## （ブリンプトンの）シデナム準男爵（1641年）
- 初代準男爵サー・ジョン・シデナム（1620年ごろ – 1643年）
- 第2代準男爵サー・ジョン・シデナム（1643年 – 1696年）
- 第3代準男爵サー・フィリップ・シデナム（1676年ごろ – 1743年）